# Bota (unidad)
Bota es una medida de capacidad que se utilizaba en las embarcaciones. Se puede calcular que equivale de ocho a diez quintales. 
Consta por un libro de la Contratación de Sevilla titulado Despacho de armadas de 1496, que cinco botas hacían dos toneles machos; y dos pipas, un tonel en cuanto a capacidad. En cuanto al peso, un tonel hacía veintidós quintales y medio y el de bizcocho, quince quintales.